# Moussa Djenepo
Moussa Djenepo (* 15. Juni 1998 in Bamako) ist ein malischer Fußballspieler. Der Stürmer spielt seit September 2023 für Standard Lüttich.

## Karriere

### Verein
Djenepo wechselte am 31. Januar 2017 von Yeelen Olympique von Mali nach Belgien zu Standard Lüttich. Der Transfer erfolgte zunächst auf Leihbasis. Am 30. Mai 2017 aktivierte Lüttich die Kaufoption in Höhe von 50.000 € und machte Djenepo zu einem festen Mitglied des Teams. Djenepo gab sein Debüt für Standard Lüttich bei einer 0:4-Niederlage gegen den FC Brügge am 27. August 2017. Er erzielte sein erstes Tor am 11. März 2018 gegen die KV Ostende.
Am 17. März 2018 gewann er das belgische Pokalfinale mit Lüttich mit 1:0 in der Verlängerung gegen KAA Gent und wurde belgischer Pokalsieger 2018.
Zur Saison 2019/20 wechselte er zum englischen Erstligisten FC Southampton. Der laufende Vertrag bei Standard wurde gegen Zahlung einer Ablösesumme beendet. Sein Debüt in der Premier League gab er am 17. August 2019 bei der 1:2-Niederlage gegen den FC Liverpool.
Zur Saison 2023/24 stieg Southampton in die EFL Championship ab. Djenepo wurde nur in einem Spiel im Ligapokal, nicht aber in den ersten fünf Ligaspielen der neuen Saison eingesetzt. Anfang September 2023 kehrte er nach 4 Jahren zu Standard Lüttich zurück, wo er einen Vertrag mit einer Laufzeit von drei Jahren unterschrieb. Hier bestritt er in seiner ersten Saison 28 von 34 möglichen Ligaspielen, in denen er ein Tor schoss, und zwei Pokalspiele.

### Nationalmannschaft
Er vertrat Malis U-20-Nationalmannschaft bei der U-20 Afrikameisterschaft 2017. Djenepo erhielt im Oktober 2017 seine erste Einladung für die malische Fußballnationalmannschaft. Er debütierte bei einem 0:0-Unentschieden gegen die Elfenbeinküste am 6. Oktober 2017 in einem Qualifikationsspiel für die WM 2018. Er erzielte sein erstes Tor am 23. März 2019 bei einem 3:0-Sieg gegen den Südsudan.
Sowohl beim Afrika-Cup 2019 als auch 2021, der infolge der COVID-19-Pandemie erst 2022 ausgetragen wurde, gehörte er zum malischen Kader. Er bestritt jeweils zwei Gruppenspiele und das Achtelfinale, in dem Mali jeweils ausschied. Beim Afrika-Cup 2024 gehörte er nicht zum Kader.

## Erfolge/Auszeichnungen
- belgischer Pokalsieger: 2018
- l'Aigle d'Or (Steinadler; Auszeichnung für den besten aus Mali stammenden Fußballspieler): 2018[9]